# Paracenteza (otolaryngologia)
Paracenteza, inaczej myringotomia – zabieg laryngologiczny polegający na nakłuciu błony bębenkowej w celu ewakuacji wydzieliny patologicznej z jamy bębenkowej lub w celach diagnostycznych. Wykonywany jest w znieczuleniu miejscowym lub ogólnym (u dzieci).

## Technika zabiegu
- nacięcie błony bębenkowej specjalnym nożem do paracentezy w kwadrancie przednio-dolnym lub tylno-dolnym
- odessanie w przypadku obecności zalegającej wydzieliny z jamy bębenkowej
- czasami założenie drenika wentylacyjnego (pistonu) w miejsce naciętej błony bębenkowej, celem utrzymania czasowego drenażu jamy bębenkowej
- czas, w którym wykonywany jest zabieg, zazwyczaj nie przekracza 10 min

## Wskazania
- krew w jamie bębenkowej (haemotympanum) najczęściej po urazie głowy
- brak poprawy lub narastanie objawów ostrego zapalenia ucha środkowego mimo leczenia farmakologicznego
- każde powikłanie ostrego zapalenia ucha środkowego
  - niedowład nerwu twarzowego
  - usznopochodne zapalenie opon mózgowo-rdzeniowych
  - zaburzenia równowagi